# Cheikh Samb
Cheikh Tidiane Samb (Dakar, 22 ottobre 1984) è un ex cestista senegalese, professionista nella NBA e in Spagna.

## Carriera
È stato selezionato dai Los Angeles Lakers al secondo giro del Draft NBA 2006 (51ª scelta assoluta).

## Palmarès
- Miglior stoppatore NBDL (2008)